# Fuego (vulkan)
Vulkan Fuego ([Volcán de Fuego] Napaka: {{Jezik-xx}}: prečrkovanje latn besedila (pomoč), izgovorjava: [bol dekan de ɣfweɣo], pogosto skrajšano Fuego) ali Chi Q'aq (Kaqchikel za 'kjer je ogenj') je aktivni stratovulkan v Gvatemali, na meji ookrožij Chimaltenango, Escuintla in Sacatepéquez. Je približno 16 kilometrov zahodno od Antigve, enega najbolj znanih mest v Gvatemali in turistične točke.  Pogosto je izbruhnil od španskih osvajanj dalje, nazadnje junija  in novembra  2018.
Fuego je znan po tem, da je skoraj nenehno vsaj malo aktiven. Majhni izbruhi plina in pepela se pojavijo vsakih 15 do 20 minut, vendar so večji izbruhi redki. Med njimi prevladujejo andeziti in bazaltna lava, nedavni izbruhi pa so bili bolj mafični kot starejši. 
Vulkan je združen z Acatenango, skupaj je kompleks znan kot La Horqueta.

## Zgodovina

### Zgodnje odprave
Leta 1881 se je na vulkan povzpel francoski pisatelj Eugenio Dussaussay, ker je bil praktično neraziskan.  Najprej je moral zaprositi za dovoljenje za vzpon guvernerja Sacatepéqueza, ki mu je dal pismo za župana Alotenango, ki je prosil za pomoč pri vodnikih in pomoč raziskovalcu in njegovemu spremljevalcu Tadeu Trabaninu. Želeli so se povzpeti na osrednji vrh, ki je bil takrat neraziskan, vendar ni mogel najti vodnika in se je moral sam povzpeti na aktivni stožec, ki je nedavno izbruhnil leta 1880. 
Britanski arheolog Alfred Percival Maudslay se je 7. januarja 1892 povzpel na vulkan. 

### Pomembni izbruhi
| Datum                | Kratek opis |
| -------------------- | --- |
| 1581                 | O tem poroča zgodovinar Domingo Juarros. Povzročena škoda v okolici. Možno je, da je bila škoda povezana s potresi. |
| 1586                 | O tem poroča zgodovinar Domingo Juarros. Povzročena škoda v okolici. Možno je, da je bila škoda povezana s potresi. |
| 1623                 | O tem poroča zgodovinar Domingo Juarros. Povzročena škoda v okolici. Možno je, da je bila škoda povezana s potresi. |
| 1705                 | O tem poroča zgodovinar Domingo Juarros. Povzročena škoda v okolici. Možno je, da je bila škoda povezana s potresi. |
| 1710                 | O tem poroča zgodovinar Domingo Juarros. Povzročena škoda v okolici. Možno je, da je bila škoda povezana s potresi. |
| 27.–30. avgusta 1717 | Močan izbruh tik pred potresom v San Miguelu. |
| 1732                 | O tem poroča zgodovinar Domingo Juarros. Povzročena škoda v okolici. Možno je, da je bila škoda povezana s potresi. |
| 1737                 | O tem poroča zgodovinar Domingo Juarros. Povzročena škoda v okolici. Možno je, da je bila škoda povezana s potresi. |
| ca. 1800             | Ni imelo katastrofalnih posledic, čeprav je trajalo več dni in je ogrelo bližnji potok do točke, da se ga "zveri ne upajo prečkati". |
| 1880                 | O tem poroča Eugenio Dussaussay. |
| 1932                 | Močan izbruh, ki je prekril Antiguo v Gvatemali s pepelom. |
| 15.–21. oktobra 1974 | Močan izbruh, ki je povzročil veliko škodo v kmetijstvu. Piroklastični tokovi so uničili vso vegetacijo v okolici aktivnega stožca. |
| 1.–6. julija 2004    | Majhen izbruh z notranjimi eksplozijami. |
| 9. avgust 2007       | Majhen izbruh lave, kamenja in pepela. Gvatemalska vulkanološka služba je poročala, da je bilo sedem družin evakuiranih iz svojih domov v bližini vulkana. |
| 13. september 2012   | Vulkan je začel izločati lavo in pepel, zaradi česar so uradniki začeli "množično evakuacijo več tisoč ljudi" v petih skupnostih. Natančneje, evakuiranci, približno 33.000 ljudi, so zapustili skoraj 17 vasi v bližini vulkana. Izlil je lavo in piroklastične tokove približno 600 metrov navzdol po pobočju vulkana. |
| 8. februar 2015      | Nadaljnji izbruh je povzročil evakuacijo 100 bližnjih prebivalcev in zaprtje mednarodnega letališča La Aurora zaradi padanja pepela.. |
| 3. junij 2018        | Izbruh je povzročil najmanj 159 smrtnih žrtev in vsaj 300 poškodb, 256 pogrešanih oseb in evakuacijo prebivalcev ter zaprtje mednarodnega letališča La Aurora. |
| 20. november 2018    | Preventivna evakuacija približno 4000 ljudi iz skupnosti v bližini vulkana |

#### 1717 uničenje Santiaga de los Caballeros
Najmočnejši potres, ki ga leta 1776 doživelo mesto Santiago de los Caballeros, je bil potres San Miguel leta 1717. V mestu so ljudje verjeli tudi, da je bližina Fuega vzrok potresov; veliki arhitekt Diego de Porres je celo dejal, da so bili vsi potresi posledica eksplozij vulkanov. 
27. avgusta je prišlo do močnega izbruha Fuega, ki je trajal do 30. avgusta; prebivalci mesta so prosili za pomoč Kristusa iz stolnice in Virgen del Socorro, ki sta bila zaprisežena zavetnika vulkana Fuego. 29. avgusta se je povorka Virgen del Rosario odpravila na ulice po stoletju, ko ni  zapustila svojega templja, in do 29. septembra, dneva San Miguela, ni bilo bolj svetih procesij. Zgodnji popoldanski potresi so bili manjši, a ob 19:00 je prišlo do močnega potresa, ki je prisilil prebivalce, da zapustijo svoje domove; tresljaji so sledili do četrte ure. Sosedje so šli na ulice in glasno priznali svoje grehe, da so se pripravili na najhujše.
Potres v San Miguelu je mesto močno poškodoval, tako da so bile nekatere sobe in stene kraljeve palače uničene. Prav tako je prišlo do delne opustitve mesta, pomanjkanja hrane, pomanjkanja delovne sile in obsežne škode na mestni infrastrukturi; da ne omenjamo številnih mrtvih in ranjenih. Zaradi teh potresov so oblasti menile, da se preselijo v novo mesto, ki je manj nagnjeno k potresni aktivnosti. Prebivalci mesta so močno nasprotovali tej potezi in so celo protestirali pred Kraljevo palačo; na koncu se mesto ni preselilo, vendar je bili odrejeni številni elementi v vojaškem bataljonu za zaščito reda. Škodo na palači je popravil Diego de Porres, ki je končal popravila leta 1720; čeprav obstajajo znaki, da je Porres opravil več dela do leta 1736. 
Leta 1773 so potresi v Santa Marti uničili velik del mesta, kar je privedlo do tretje spremembe v mestu. Leta 1776 je španska krona naročila odstranitev prestolnice na varnejšo lokacijo, Dolino svetišč, kjer stoji Ciudad Gvatemala, sodobna prestolnica Gvatemale. Novo mesto ni ohranilo svojega starega imena in je bilo krstno imenovano Nueva Guatemala de la Asunción (Nova Gvatemala vnebovzeta), njegova zavetnica je sveta Marija vnebovzeta. Močno poškodovano mesto Santiago de los Caballeros je bilo zapuščeno, čeprav ga niso vsi zapustili in je bilo kasneje navedeno kot Antigua Guatemala (Stara Gvatemala. 

#### Izbruh 3 junija 2018
Od leta 2002 je Fuego vstopil v novo aktivno obdobje, ki je bilo bolj ali manj neprekinjeno in  prepleteno z mesečnimi eruptivnimi epizodami. Te epizode bi po navadi poslale pepel, ki je padal na skupnosti, ki so bile oddaljene 20 km od vulkana, lava pa je tekla približno 1-2 km od vrha, občasno je nastal piroklastični tok. 
3. junija 2018 je vulkan nenadoma najmočneje izbruhnil od leta 1974. Nastali so veliki piroklastični tokovi gostote, ki so presegali meje, ki so jih prej omejevale in nepričakovano udarili v El Rodeo, Las Lajas, San Miguel Los Lotes in vasi La Reunión v Escuintli, ki so pokopali mesta in ubili mnoge presenečene prebivalce. Pozneje je bilo v vasi San Miguel Los Lotes najdenih 18 trupel. Člani mednarodne bratovščine Shriners  so se srečali s šestimi od več kot petdeset zažganih otrok, starih od 1 do 16 let, ki so bili poslani iz Gvatemale v bolnišnico Shriners v Galvestonu v Teksasu, spremljalo pa jih je 5 skrbnikov na ustrezno zdravljenje.
Pepel je segal do glavnega mesta Ciudad Guatemala, zaradi česar je bilo treba zapreti mednarodno letališče La Aurora. Vojska je pomagala pri odstranjevanju pepela iz vzletno-pristajalne steze. Poskusi reševanja so bili resno ovirani, saj so piroklastični tokovi močno ogrozili poti v prizadeta območja . 5. junija je Associated Press poročal, da je vsaj 99 ljudi umrlo, skoraj 200 drugih pa je pogrešanih. 

## Galerija
- Izbruh 1932
- Fuego iz Acatenango, 2006
- 2007
- Dim iz Fuega (levo), vulkan Acatenango desno, 2009
- Izbruh 2011
- Izbruh 2013
- 3D pogled